# Borawe
Borawe [pronunciación en polaco: /Borawe/] es un pueblo ubicado en el distrito administrativo de Gmina Rzekuń, dentro del Condado de Ostrołęka, Voivodato de Mazovia, en el este de Polonia central. Se encuentra aproximadamente a 8 kilómetros al sur de Rzekuń, a 10 kilómetros al sur de Ostrołęka, y a 95 kilómetros al noreste de Varsovia. 